# District de Jhang
Le district de Jhang (en ourdou : ضلع جھنگ) est une subdivision administrative de la province du Pendjab au Pakistan. Constitué autour de sa capitale Jhang, le district est entouré par les districts de Khushab, de Sargodha et de Chiniot au nord, les districts de Faisalabad et Toba Tek Singh à l'est, le district de Khanewal au sud et enfin les districts de Layyah et Bhakkar à l'ouest.
Jhang est l'un des plus vieux districts créés au Pakistan, datant du Raj britannique. Situé dans le centre de la province du Pendjab, il est le lieu de confluence de deux importantes rivières. La population de près de trois millions d'habitants en 2017 vit principalement en milieu rural et tire ses revenus de l'agriculture. C'est un fief politique de la Ligue musulmane du Pakistan.

## Histoire
La région de Jhang a été sous la domination de diverses puissances au cours de l'histoire. Elle a notamment été conquise par l'Empire sikh en 1818, puis en 1848, elle est conquise par le Raj britannique. Dès l'année suivante, le district de Jhang est créé. En 1851 puis en 1854, le district est amputé d'une partie de son territoire, transférée vers le district de Multan et le district de Sargodha. En 2009, le district se réduit de nouveau avec la création du district de Chiniot.
Lors de l'indépendance vis-à-vis de l'Inde en 1947, la population majoritairement musulmane soutient la création du Pakistan. De nombreuses minorités hindoues et sikhes quittent alors la région pour rejoindre l'Inde, tandis que des migrants musulmans venus d'Inde s'y installent.

## Géographie et climat
Le district de Jhang est principalement constitué de plaines relativement fertiles et cultivées, à l'exception du nord qui est vallonné et rocheux. Les rivières Jhelum et Chenab traversent le district du nord au sud, et se rejoignent à proximité de la ville de Jhang. Les deux cours d'eau permettent ainsi l'irrigation grâce à un système hérité de l'époque britannique. Le climat est semi-aride : chaud et sec en été et doux en hiver.

## Démographie

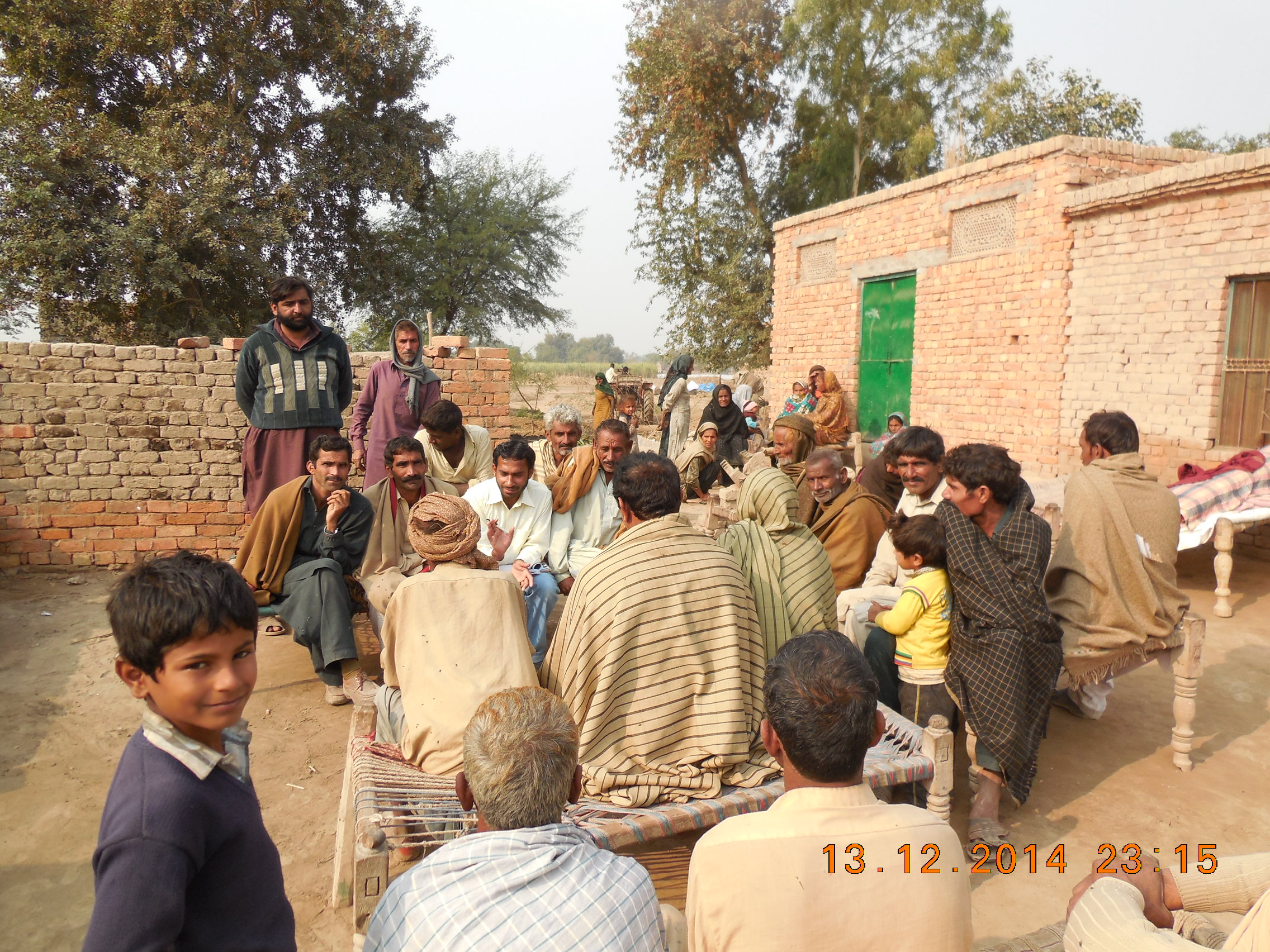
Réunion de village dans le district.

Lors du recensement de 1998, la population du district a été évaluée à 2 834 545 personnes, dont environ 23,4 % d'urbains, contre 33 % au niveau national. Le taux d'alphabétisation était de 37,1 % environ, dont 51,5 pour les hommes et 21,4 pour les femmes, pour une moyenne nationale de 44 %. En 2010, la population du district était évaluée à 3 353 000 habitants.
Le recensement suivant mené en 2017 pointe une population de 2 743 416 habitants, en nette baisse du fait de la scission du district de Chiniot. À périmètre constant, la population présente une croissance annuelle de 2,04 %, légèrement inférieure aux moyennes provinciale et nationale de 2,13 % et 2,4 % respectivement. Le taux d'urbanisation s'affiche en légère baisse, à 22 %.
La langue la plus parlée du district est très largement le pendjabi, à près de 96 %. Le dialecte local est le jhangvi, dont le district tire son nom. Il y a environ 97 % de musulmans, les hindous sont 1,6 %, les chrétiens 1,2 % et les sikhs 0,2 % en 1998.

## Administration

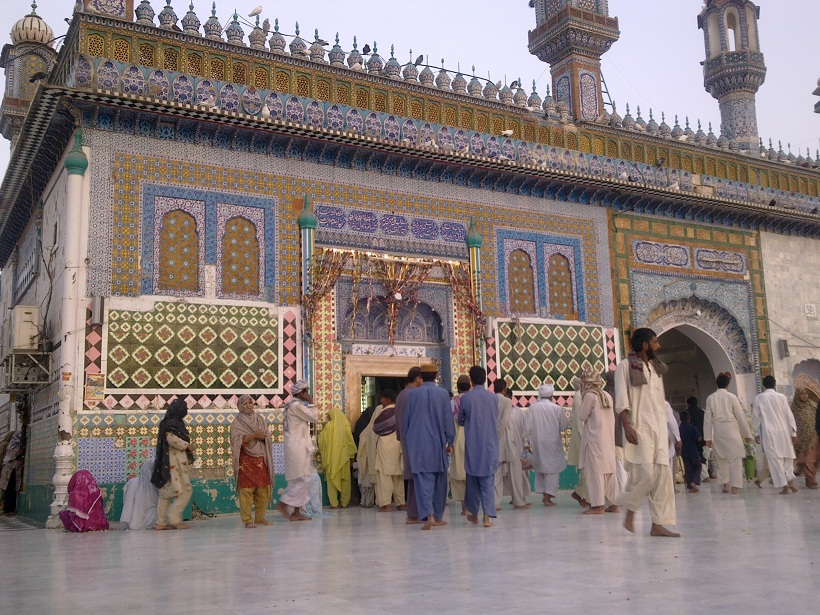
Mausolée de Sultan Bahu dans le tehsil de Shorkot.

Le district de Jhang est inclus dans la « division de Faisalabad », qui contient aussi les districts de Chiniot, Toba Tek Singh et Faisalabad.
Le district est divisé en quatre tehsils (Jhang, Athara Hazari, Shorkot et Ahmad Pur Sial) et 86 Union Councils.
| Tehsil         | Population (rec. 2017) |
| -------------- | ---------------------- |
| Jhang          | 1 466 141              |
| Athara Hazari  | 295 801                |
| Shorkot        | 548 626                |
| Ahmad Pur Sial | 433 517                |

Cinq villes dépassent les 20 000 habitants. La plus importante est la capitale Jhang, qui regroupait à elle seule près de 15 % de la population totale du district en 2017 et 69 % de la population urbaine. Les cinq principales villes regroupent quant-à elles près de 92 % de la population urbaine, selon le recensement de 2017.
| Ville         | Population (rec. 2017) |
| ------------- | ---------------------- |
| Jhang         | 414 131                |
| Shorkot       | 42 962                 |
| Garh Maharaja | 36 409                 |
| Ahmedpur Sial | 31 216                 |
| Athara Hazari | 27 561                 |

## Économie

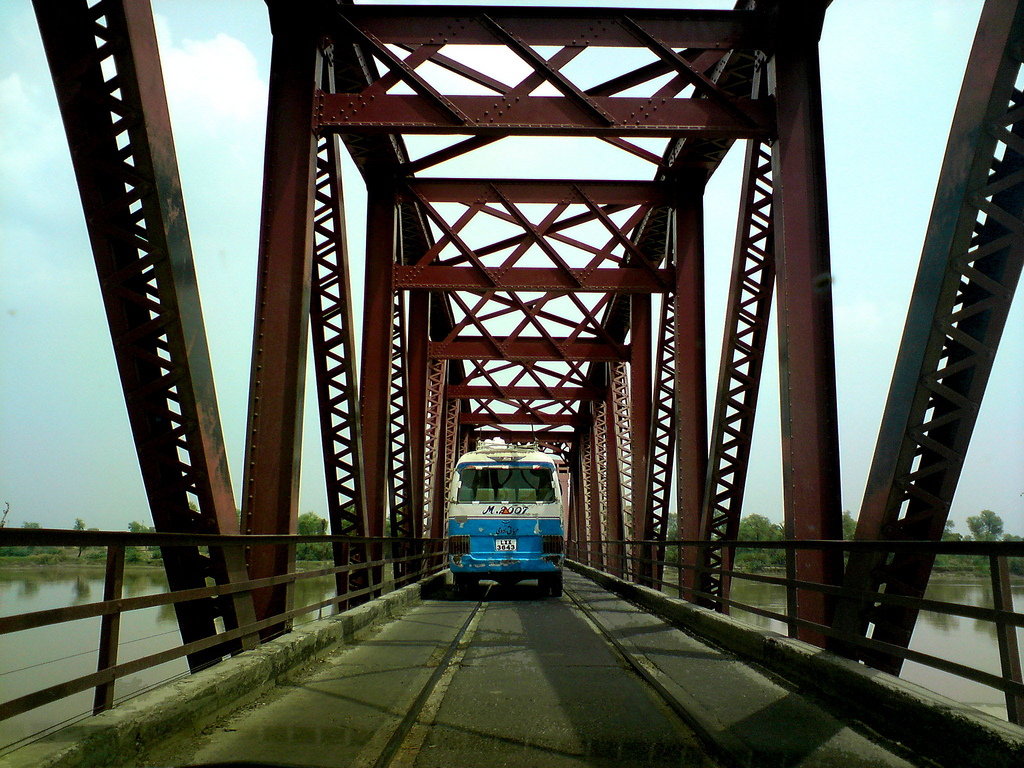
Le pont Chenab, sur la route reliant Chiniot à Jhang.

La population du district vit principalement de l’agriculture, la région étant relativement fertile grâce à la présence de deux importantes rivières et d'un système d'irrigation important, hérité de l'époque britannique. Y sont principalement cultivés de la canne à sucre, du coton, du riz, du maïs et certains légumes. L'industrie est relativement faible et principalement liée à l'agriculture : moulins à farine de riz et industrie textile.

## Politique
De 2002 à 2018, le district est représenté par les sept circonscriptions no 77 à 83 à l'Assemblée provinciale du Pendjab. Lors des élections législatives de 2008, elles sont remportées par quatre candidats de la Ligue musulmane du Pakistan (Q), un candidat de la Ligue musulmane du Pakistan (N) et deux indépendants, et durant les élections législatives de 2013 elles ont toutes été remportées par cinq candidats de la Ligue musulmane du Pakistan (N) et deux indépendants. À l'Assemblée nationale, il est représenté par les trois circonscriptions no 89 et 91. Lors des élections de 2008, elles sont remportées par deux candidats de la Ligue (Q) et un indépendant. Durant les élections de 2013, elles ont été remportées par un candidat de la Ligue (N) et deux indépendants.
Avec le redécoupage électoral de 2018, Jhang est représenté par les trois circonscriptions no 114 à 116 à l'Assemblée nationale et par les sept circonscriptions no 124 à 130 à l'Assemblée provinciale. Lors des élections de 2018, elles sont remportées par six candidats du Mouvement du Pakistan pour la justice et quatre indépendants, parmi lesquels Ghulam Bibi Bharwana.
| Parti                                        | Voix (national) | %       | Élus nationaux | Élus provinciaux |
| -------------------------------------------- | --------------- | ------- | -------------- | ---------------- |
| Mouvement du Pakistan pour la justice        | 288 959         | 34,68 % | 3              | 3                |
| Parti du peuple pakistanais                  | 106 914         | 12,83 % | 0              | 0                |
| Ligue musulmane du Pakistan (N)              | 9 786           | 1,17 %  | 0              | 0                |
| Tehreek-e-Labbaik Pakistan                   | 7 271           | 0,87 %  | 0              | 0                |
| Autres partis                                | 3 687           | 0,44 %  | 0              | 0                |
| Indépendants                                 | 416 664         | 50,00 % | 0              | 4                |
| Total exprimés (participation : 50,04 %)     | 833 281         | 100 %   | 3              | 7                |
| Source : Commission électorale du Pakistan,. |                 |         |                |                  |

## Personnalités liées au district
- Abdus Salam, prix Nobel de physique
- Mohammad Tahir ul-Qadri, imam et homme politique
- Sultan Bahu, poète pendjabi
- Aleem Dar, joueur de cricket